# Michail Sjtsjennikov
Michail Anatoljevitsj Sjtsjennikov (Russisch: Михаил Анатольевич Щенников) (Sverdlovsk, 24 december 1967) is een Russische snelwandelaar. Op het onderdeel 5000 m snelwandelen is hij viervoudig Wereld indoorkampioen, drievoudig Europees indoorkampioen en wereldrecordhouder. Hij deed in totaal driemaal mee aan de Olympische Spelen, waarvan een zilveren medaille op de 50 km snelwandelen zijn beste prestatie is.

## Biografie
Zijn eerste succes behaalde hij in 1985 door op het Europees kampioenschap voor junioren het onderdeel 10.000 m snelwandelen te winnen. Een jaar later won ditzelfde onderdeel op het WK junioren in Athene. Met 40.38,01 versloeg hij de Italiaan Salvatore Cacia (zilver) en de Spanjaard Ricardo Pueyo (brons).
In 1994 versloeg hij op het Europees kampioenschap met 20 km snelwandelen de Wit-Rus Yevgeniy Misyulya (zilver) en de Spanjaard Valentí Massana (brons) en won zodoende de Europese titel.
Hij nam driemaal mee aan de Olympische Spelen op het onderdeel 20 km snelwandelen. In 1996 werd hij zevende met 1.21,09. Op de Spelen van Seoel (1988) en op de Spelen van Barcelona (1992) werd hij respectievelijk zesde en twaalfde. In 1996 maakte hij op de Olympische Spelen van Atlanta zijn Olympisch debuut op het 50 km snelwandelen won op dit onderdeel een zilveren medaille.

## Titels
- Wereldkampioen 5000 m snelwandelen (indoor) - 1987, 1989, 1991, 1993
- Europees kampioen 5000 m snelwandelen (indoor) - 1989, 1990, 1994
- Europees kampioen 20 km snelwandelen - 1994
- Wereldkampioen junioren 10.000 m snelwandelen - 1986
- Europees kampioen junioren 10.000 m snelwandelen - 1985

## Persoonlijke records
| Onderdeel                     | Prestatie     | Datum            | Plaats     |
| ----------------------------- | ------------- | ---------------- | ---------- |
| 5000 m snelwandelen (indoor)  | 18.07,08 (WR) | 14 februari 1995 | Moskou     |
| 5000 m snelwandelen (outdoor) | 18.52,01      | 8 juli 1991      | Formia     |
| 10.000 m snelwandelen         | 39.27,59      | 19 juni 1988     | Portsmouth |
| 20 km snelwandelen            | 1:18.36       | 20 april 1996    | Sotsji     |
| 50 km snelwandelen            | 3.43,46       | 2 augustus 1996  | Atlanta    |

## Palmares

### 5000 m snelwandelen
- 1987:  WK indoor - 18.27,79
- 1989:  WK indoor - 18.27,10
- 1989:  EK indoor - 18.35,60
- 1990:  EK indoor - 19.00,62
- 1991:  WK indoor - 18.23,55
- 1993:  WK indoor - 18.32,10
- 1994:  EK indoor - 18.34,32

### 20 km snelwandelen
- 1988: 6e OS - 1:20.47
- 1989:  Wereldbeker - 1:20.34
- 1991:  Wereldbeker - 1:20.43
- 1991:  WK - 1:19.46
- 1992: 12e OS - 1:27.17
- 1994:  EK - 1:18.45
- 1995:  Wereldbeker - 1:19.58
- 1995: 6e WK - 1:22.16
- 1996: 7e OS - 1:21.09
- 1997: 9e Wereldbeker - 1:21.53
- 1997:  WK - 1:21.53

### 50 km snelwandelen
- 1996:  OS - 3:43.46